# Pavlov (Benešov)
Pavlov je osada, součást obce Benešov v okrese Blansko v Jihomoravském kraji. Osada, která tvoří jednu ze dvou základních sídelních jednotek Benešova, je rozdělena na dvě části s místními názvy Pavlov a Pavlovský Dvůr.

## Historie
Při sčítání lidu v letech 1850–1960 Pavlov byl osadou obce Benešov v okrese Boskovice. V následujícím období byla evidenční čast obce úředně zrušena.

## Hydrologie

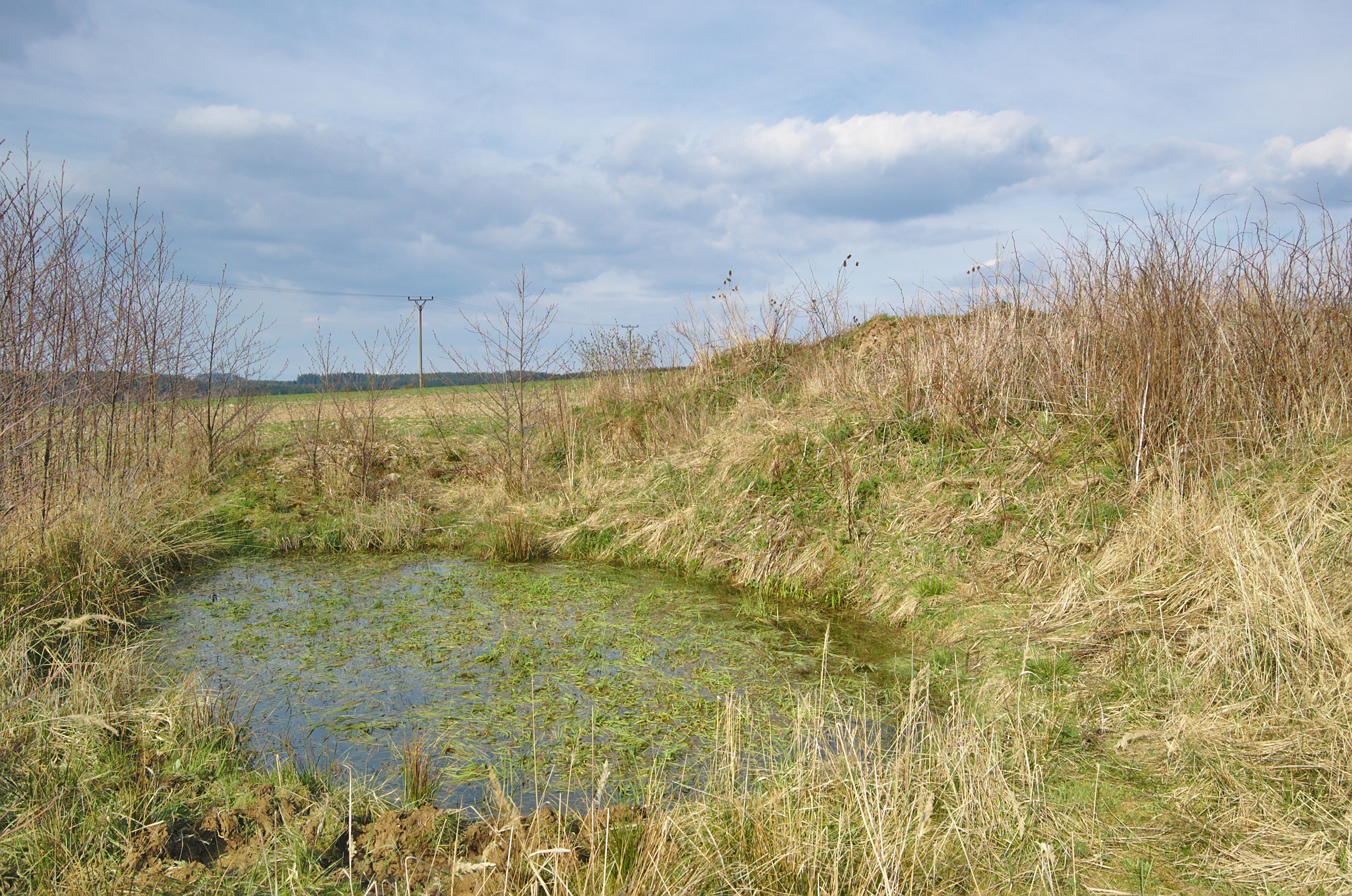
Jezírko v blízkosti prameniště Bělé mezi Pavlovem a Pavlovským Dvorem

Nad Pavlovem pramení říčka Bělá, která posléze protéká i přes Pavlovský Dvůr. Zde napájí dva rybníky přímo v osadě a další dva pod ní, v přírodní rezervaci Pavlovské mokřady. V ní se kromě rybníků nachází i četná jezírka vzniklá intenzivní těžbou rašeliny v šedesátých letech 20. století.
Východně od osady se v lese nachází pramen potoka Zábrany, který se později se stává přítokem Hloučely. V blízkosti se též nachází pramen Bukového potoka.
Jižně od osady pramení potok Žďárná.

## Obyvatelstvo
Počet obyvatel je uváděn za Pavlov podle výsledků sčítání lidu včetně místních části, které k nim v konkrétní době patří. Žije zde asi 130 obyvatel.
| 1869 | 1880 | 1890 | 1900 | 1910 | 1921 | 1930 | 1950 | 1961 | 1970 | 1980 | 1991 | 2001 | 2011 | 2021 |
| ---- | ---- | ---- | ---- | ---- | ---- | ---- | ---- | ---- | ---- | ---- | ---- | ---- | ---- | ---- |
| 235  | 215  | 232  | 221  | 243  | 240  | 225  | 198  | —    | 177  | 150  | 110  | 106  | 126  | 104  |

| 1869 | 1880 | 1890 | 1900 | 1910 | 1921 | 1930 | 1950 | 1961 | 1970 | 1980 | 1991 | 2001 | 2011 | 2021 |
| ---- | ---- | ---- | ---- | ---- | ---- | ---- | ---- | ---- | ---- | ---- | ---- | ---- | ---- | ---- |
| 33   | 35   | 35   | 36   | 37   | 37   | 38   | 39   | —    | 40   | 35   | 30   | 44   | 44   | 47   |

## Doprava
Pavlovským Dvorem prochází silnice II/373 vedoucí ze Žďárné přes Suchý a Benešov. Na konci Pavlovského Dvora je silnice přerušena a navazuje na ni silnice III/37356.

## Pamětihodnosti
- Kaple Panny Marie Bolestné
- Pavlovské mokřady

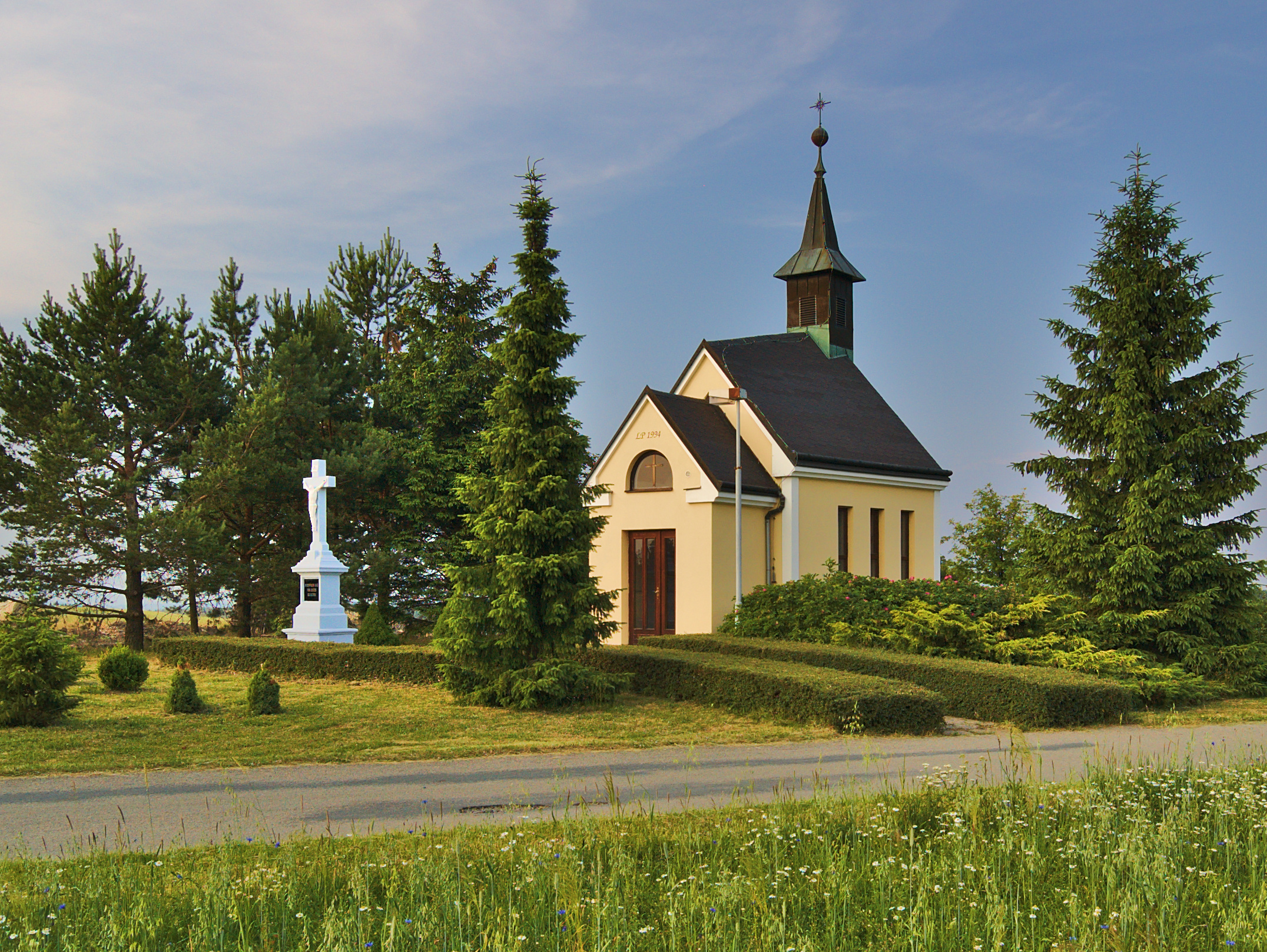
Kaple Panny Marie Bolestné

- Osadou vede hranice přírodního parku Řehořkovo Kořenecko.[7]

## Rodáci
- Joseph Alois von Helm (1795–1849), profesor rakouského občanského práva, první děkan právnické fakulty olomoucké univerzity, rektor olomoucké univerzity a představitel Olomouce.

## Vyvýšeniny
- Paprč (721 metrů)
- Skalky (735 metrů)

## Fotogalerie

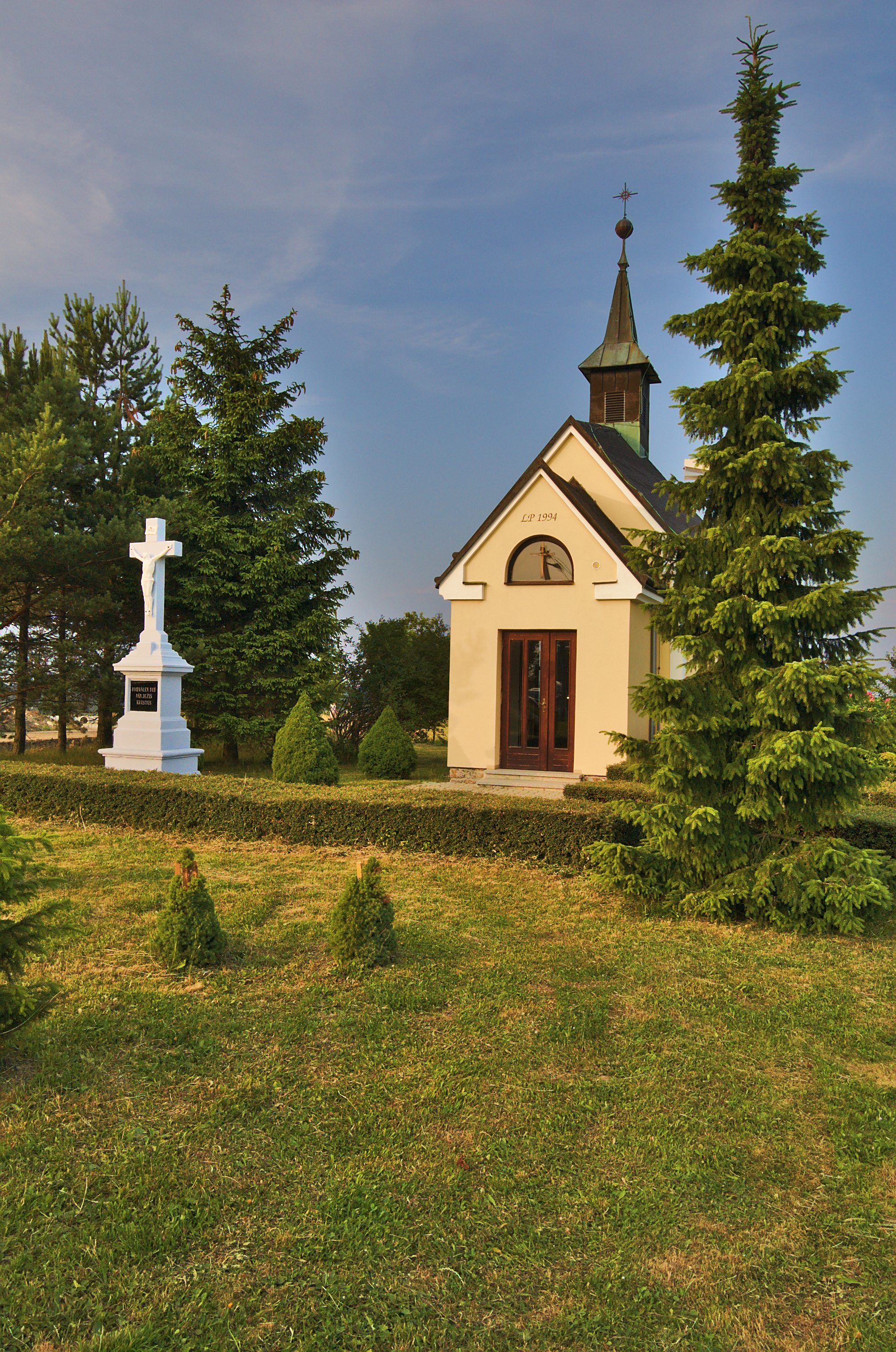
Kaple Panny Marie Bolestné s křížem
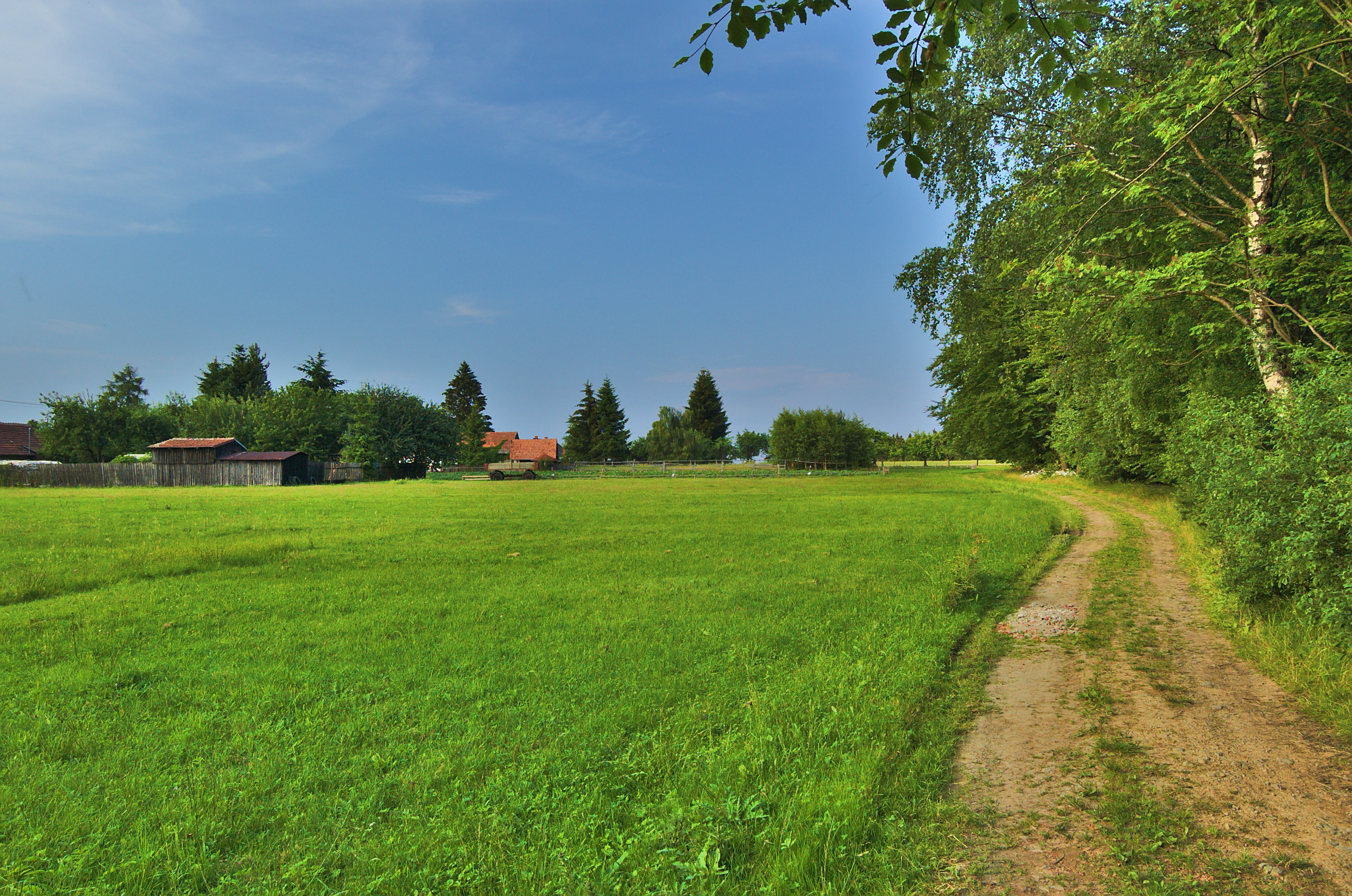
Pohled na Pavlov
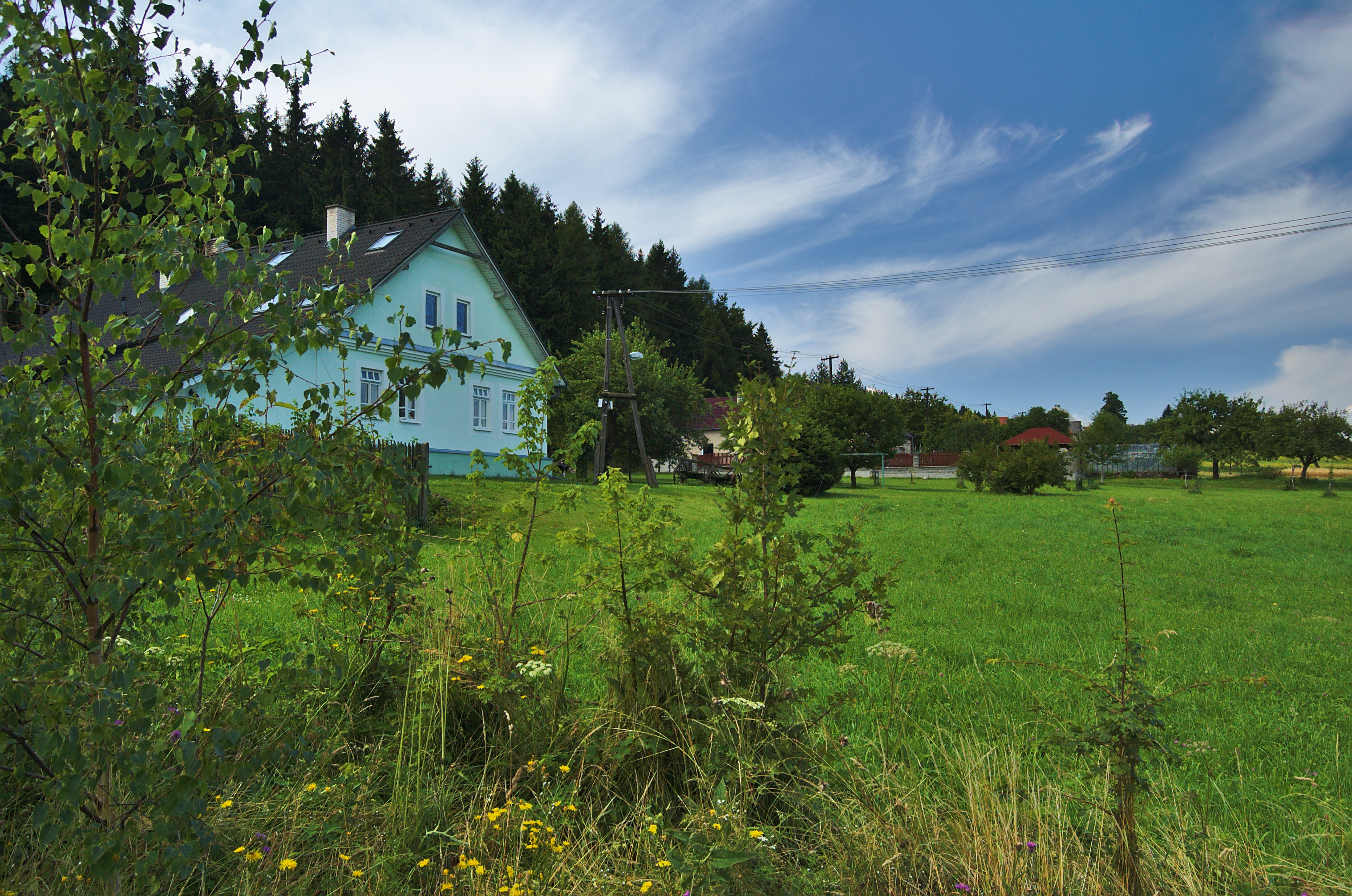
Pavlov z modré turistické trasy
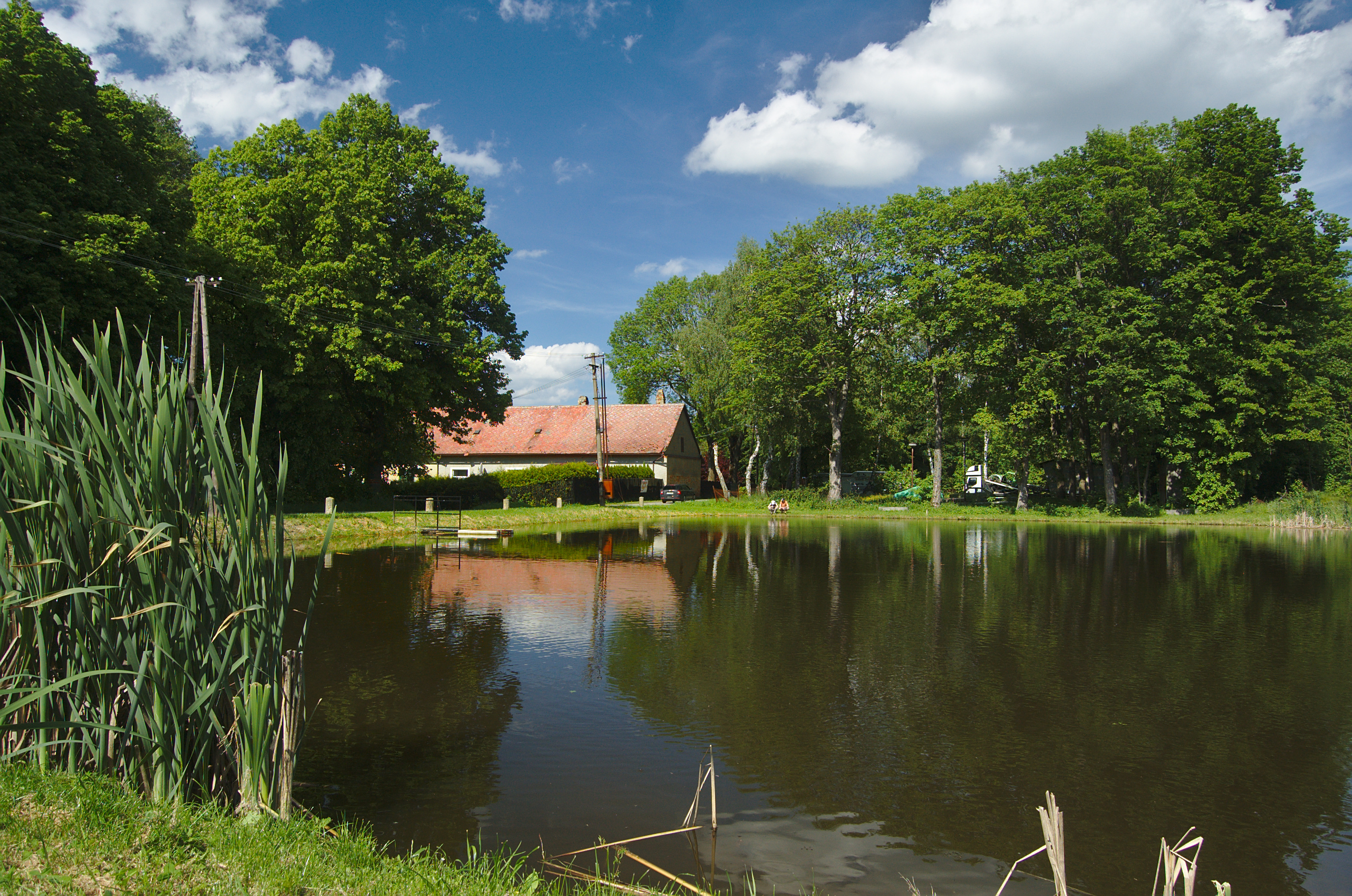
Pavlovský Dvůr
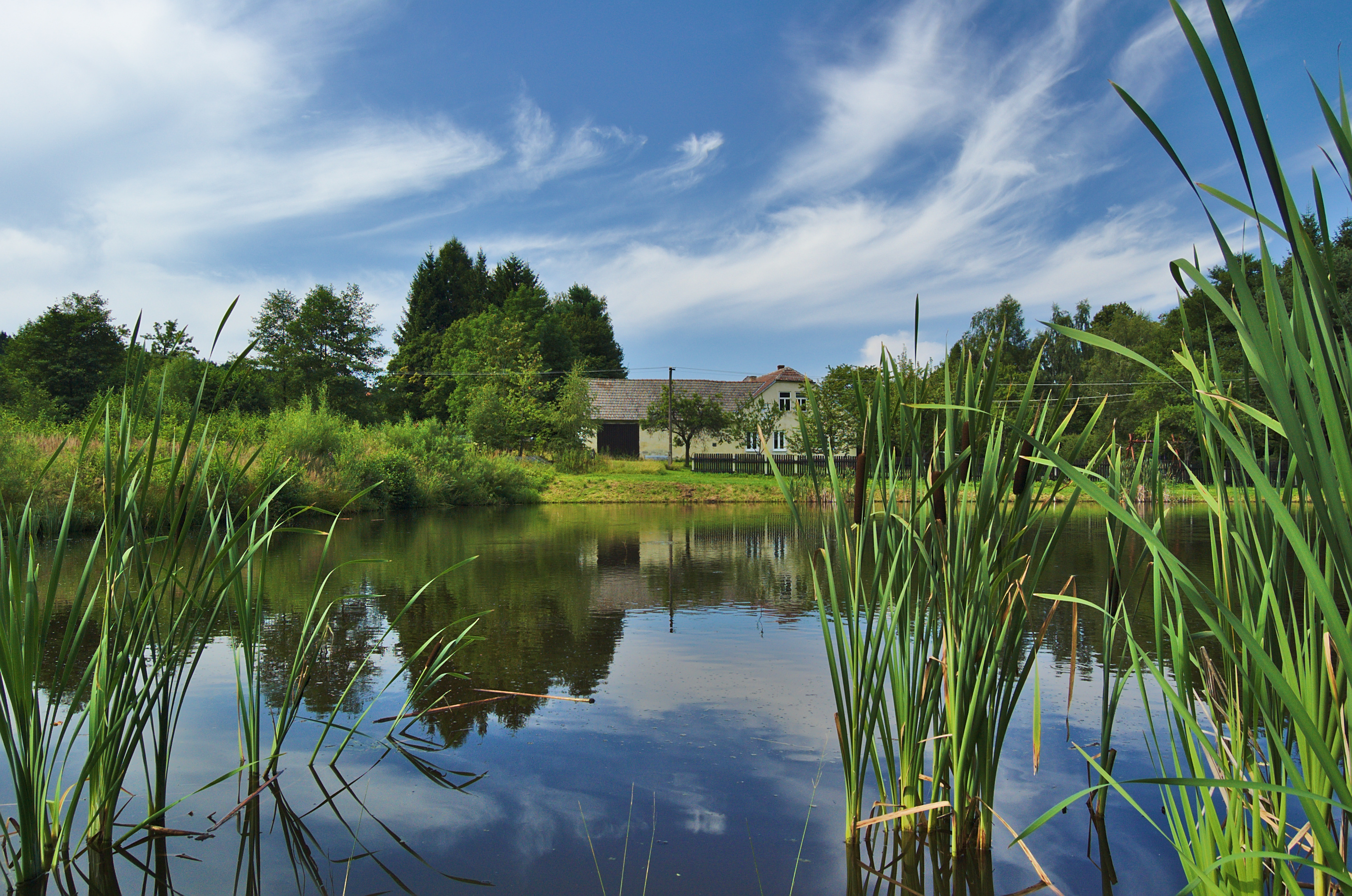
Rybník v Pavlovském Dvoře
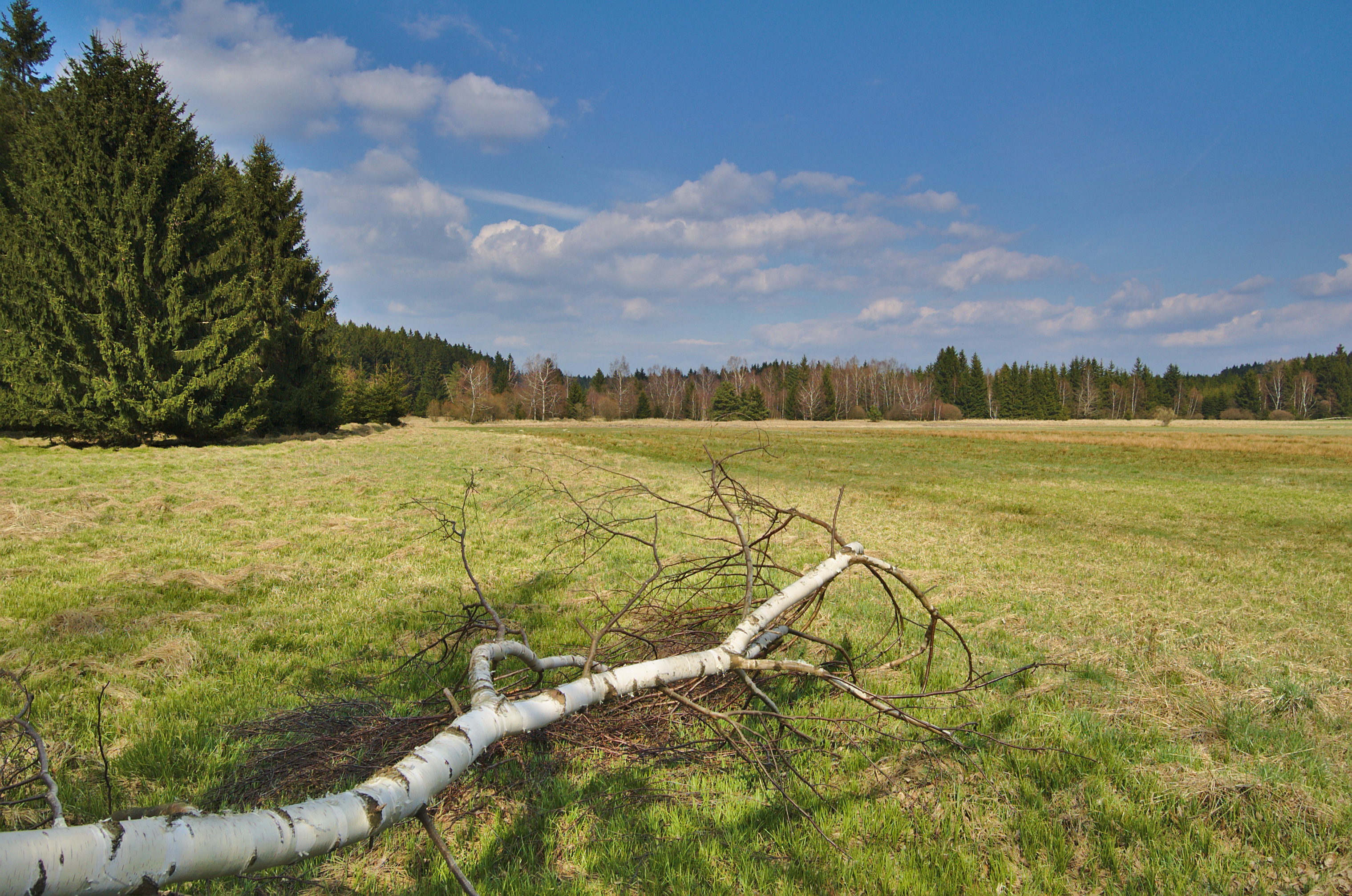
Přírodní rezervace Pavlovské mokřady
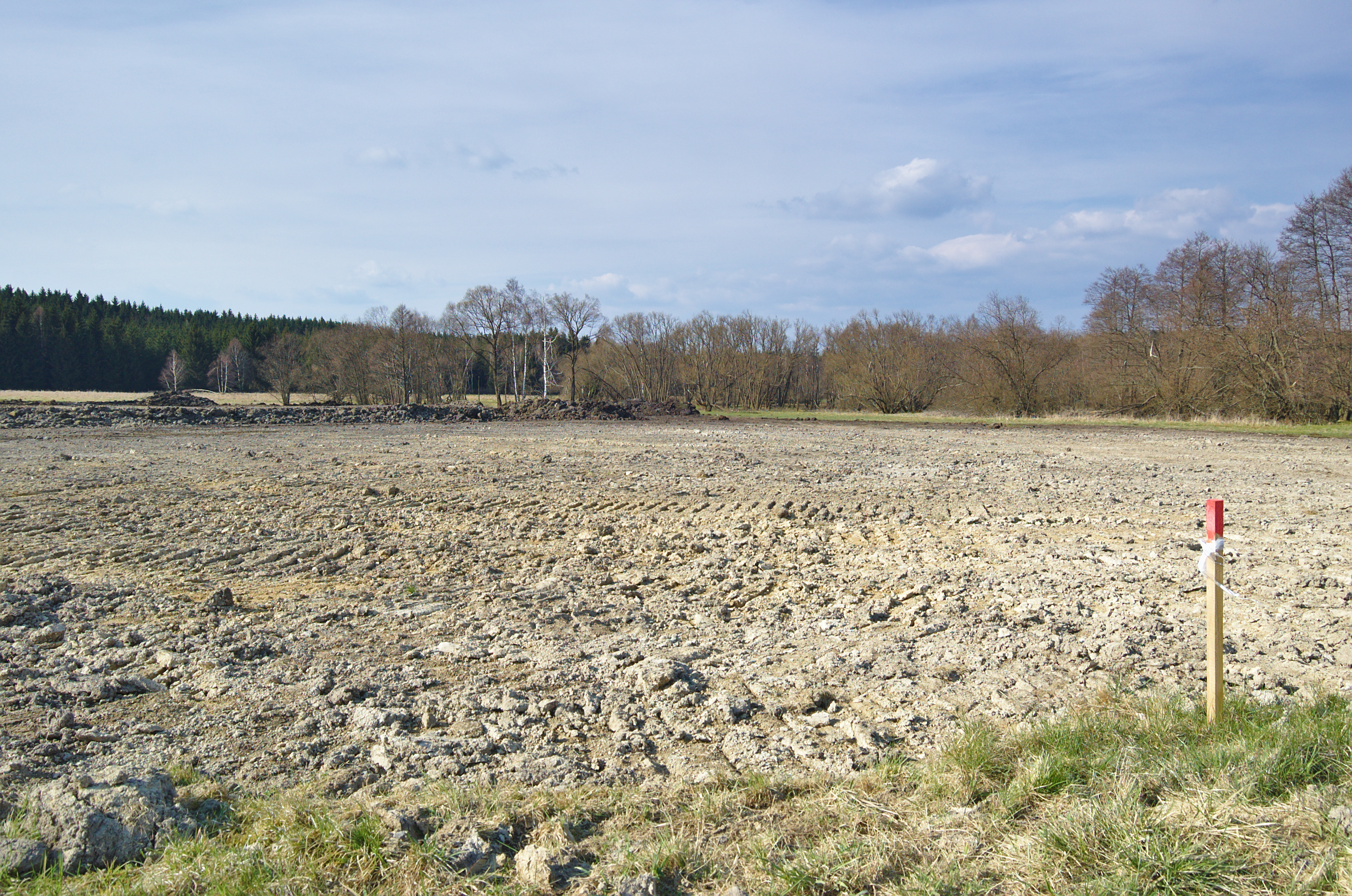
Nově budovaný dvouhektarový rybník severně od Pavlovského Dvora